# Кейль, Христиан Август Карл
Христиан Август Карл Кейль (нем. Christian August Karl Keil; 17 мая 1812, Вайсенфельс — 15 декабря 1865, аббатство Пфорт) — филолог.
Занимался, главным образом, изданием и истолкованием греческих надписей: «Specimen onomatologi graeci» (Лпц., 1840); «Analecta epigraphica et onomatologica»(Лпц., 1842); «Sylloge inscriptionum Boeoticarum» (Лпц., 1847); «Zwei griechische Inschriften aus Sparta und Gytheion» (Лпц., 1849); «Epigraphische Excurse» (Лпц., 1858).